# Pettis Norman
Pettis Norman (Lincolnton, Georgia; 4 de enero de 1939 – 7 de julio de 2025) fue un jugador estadounidense de fútbol americano que jugó doce temporadas con dos equipos en la NFL en la posición de tight end.

## Carrera

### Universitario
Aunque fue enlistado en la Fuerza Aérea de los Estados Unidos fue liberado del campo de entrenamiento debido a la beca deportiva ofrecida por los Johnson C. Smith Golden Bulls, dirigido por el coach Eddie McGirt, que lo puso de titular sin siquiera verlo jugar. En su año de novato fue nombrado Jugador Más Valioso. En su carrera universitaria fue un jugador polifuncional y fue dos veces seleccionado en el equipo All-CIAA. En su último año tuvo un partido de cinco recepciones para 133 yardas, dos touchdowns, además de catorce tackleadas. Norman también compitió con el equipo de atletismo, donde en las cien yardas tuvo un tiempo de 9.7 segundos.

### Profesional
Norman fue seleccionado por los Dallas Texans en la ronda dieciséis (posición 123 global) en el Draft de la AFL de 1962, pero no fue seleccionado en el Draft de la NFL debido a que habían rumores de que los Texans tenían listo su contrato para solo firmarlo. Estos rumores hicieron que firmara con los Dallas Cowboys como agente libre en 1962. Jugó principalmente en los equipos especiales en sus primeras dos temporada con los Dallas Cowboys.
En 1963 lo usaron inicialmente como wide receiver como titular en seis partidos antes de ser movido a tight end por sus habilidades para bloquear. Al año siguiente fue titular en los Cowboys como tight end, posición en la que jugó por casi una década. En 1965 y 1966 Norman rotó en la posición de tight end con Franklin Clarke.
Jugó el partido de campeonato de la NFC de 1967 en el llamado "Ice Bowl." ante los Green Bay Packers en el Lambeau Field con temperaturas bajo cero. Los Dallas Cowboys perdieron 17-21 en los últimos minutos de partidos luego de que Bart Starr hiciera un quarterback sneak.
Cuando Mike Ditka se unió a los Cowboys en 1969 luego de haber sudo cuatro veces All-Pro como tight end con los Chicago Bears, Norman se mantuvo como titular, pero rotaba su posición con Ditka para ayudar a bloquear en la línea ofensiva.
Norman fue titular en el Super Bowl V que perdieron ante los Baltimore Colts. Luego de contratar a Lance Rentzel, los Cowboys reemplazaron a Norman con el eventual Salón de la Fama Lance Alworth, y Norman fue enviado a los San Diego Chargers como parte del llamado "cambio Bambi" en mayo de 1971, que también involucró a  Ron East y a Tony Liscio.
En su primera temporada con los San Diego Chargers Norman fue el tight end titular, donde tuvo su mejor temporada con 27 recepciones para 358 yardas. Jugó con los Chargers hasta su retiro en 1973 por una condición degenerativa de su rodilla, con lo que jugó 12 temporada, 162 partidos, 183 recepciones para 2,492 yardas y 15 touchdowns.

## Vida personal
Norman se enroló en la Texas Army National Guard en 1962, donde hizo su servicio militar hasta 1968 mientras jugaba con los Dallas Cowboys. Se casó con su amor de la secundaria Margaret Ann Clinkscales el 22 de diciembre de 1962 y tuvo tres hijas hasta que enviudó en 1991. En 1995 Norman se casó con Ivette Hightower, hija del Master Chief Harry Hightower, del que nombraron el Hightower Hall en la Base Naval de Norfolk. El Reverendo Jesse Jackson oficializó la boda.
Norman trabajó con los Cowboys y luego con la Ciudad de Dallas, ayudando a organizar partidos durante el Movimiento por los derechos civiles en Estados Unidos, influenciando en el cambio de dormitorios y al romper barreras sociales. Él y varios compañeros en los Dallas Cowboys marcharon por los derechos civiles con los Jesuitas en 1965 en Dallas. Norman protestó de nuevo en 1971 cuando el miembro del consejo George Allen lo rechazó como Mayor Pro Tem of Dallas.
Luego de retirarse de la NFL Norman se convirtió en un exitoso empresario en diferentes áreas (cadenas de comida rápida, apartamentos, desarrollo de bienes raíces, transporte de combustible, tiendas departemantales, etc.).
En 1975 Norman se convirtió en anunciador de televisión y comentarista para la World Football League, creada en 1973 por el abogado y empresario Gary Davidson. Hacía las transmisiones para WRET TV 36 (Charlotte, NC), WGHP TV9 (High Point, NC) y WCTG TV 17 (Atlanta, GA) con John Sterling.
Fundó el Dallas Together Forum en los años 1990, iniciativa que trabajó junto a los ejecutivos de Dallas para hacer contratos y premios a las minorías.
Fue miembro emérito de JCSU, fue vocero, supervisor, miembro de mesa directiva y voluntario para numerosas organizaciones, además de participar en torneos benéficos de golf para varias causas.
Norman demandó a los Dallas Cowboys y a los San Diego Chargers por negligencia médica sobre el manejo de su rodilla.
El 2 de diciembre de 2014 la policía de Dallas reportó que Sharneen Norman murió a causa de un balazo. Era la hija mayor de Norman. Se cree que el culpable fue su novio, que luego se suicidó.